# لارس کلپیچ
لارس کلپیچ (انگلیسی: Lars Kleppich؛ زادهٔ ۹ اوت ۱۹۶۷) ورزشکار اهل استرالیا است.
وی در مسابقات کشوری و بین‌المللی در مجموع برندهٔ ۱ مدال برنز شده‌است.